# 撒馬爾罕航空
撒馬爾罕航空（英語：Air Samarkand），是一家總部位於烏茲別克撒馬爾罕國際機場的航空公司，公司營運亞洲區內的定期和非定期航班。

## 歷史
撒馬爾罕航空在2022年成立，航空公司主力經營撒馬爾罕往來亞洲各地的包機航班。2023年11月2日，航空公司接收首架飛機，這架空中巴士A330-300前身是由中華航空營運。12月27日，航空公司獲得空運營運許可，並在同月29日執行首班載客航班，這包機航班是飛往伊斯坦堡萨比哈·格克琴国际机场。

## 機隊

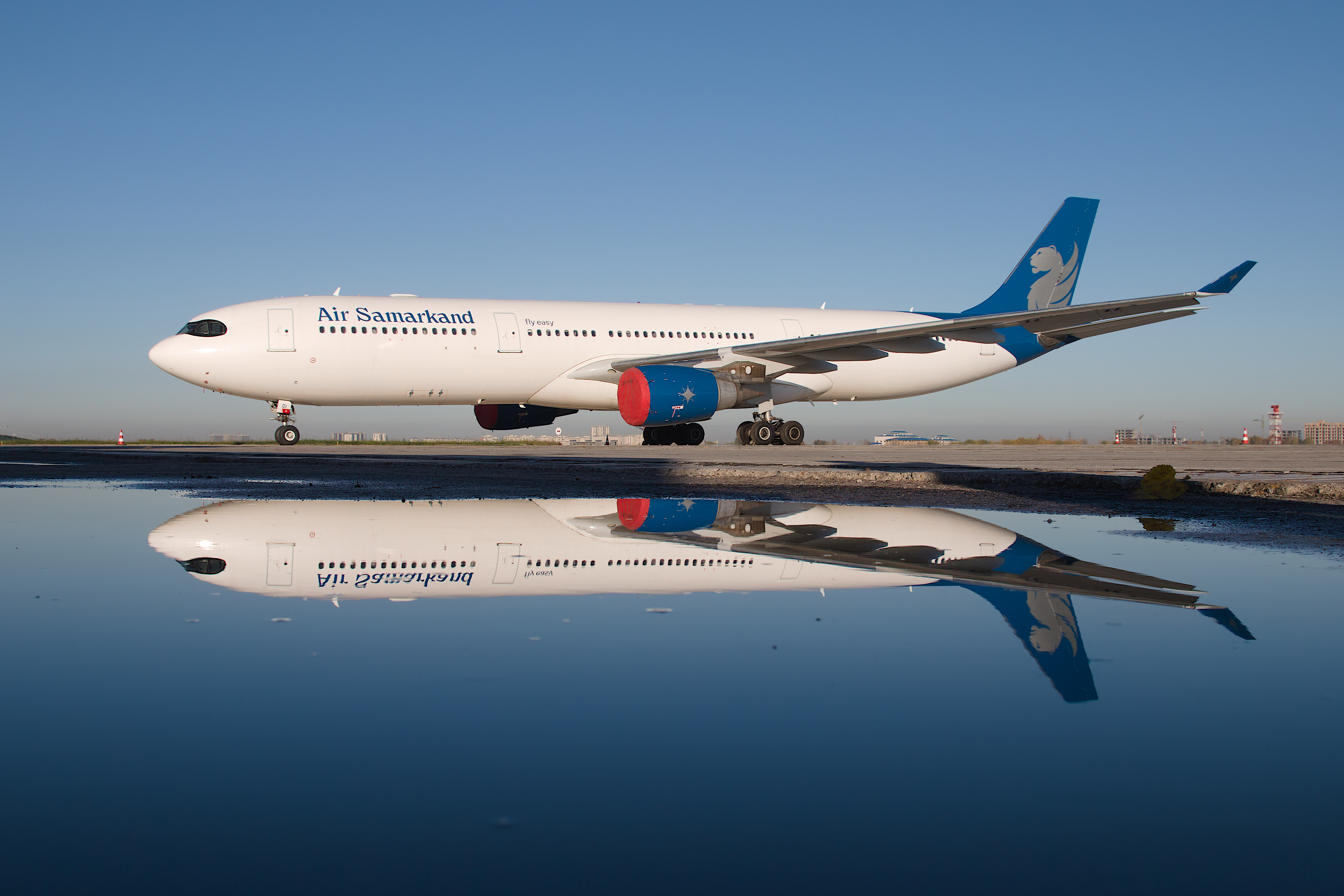
撒馬爾罕航空的A330-300

截至2025年7月，撒馬爾罕航空機隊如下：
| 機型             | 服役中 | 訂購中 | 備注 |
| ---------------- | ------ | ------ | ---- |
| 空中巴士A321     | 1      | —      |      |
| 空中巴士A321neo  | 1      | —      |      |
| 空中巴士A330-300 | 1      | —      |      |
| 總計             | 3      | —      |      |